# French Pop

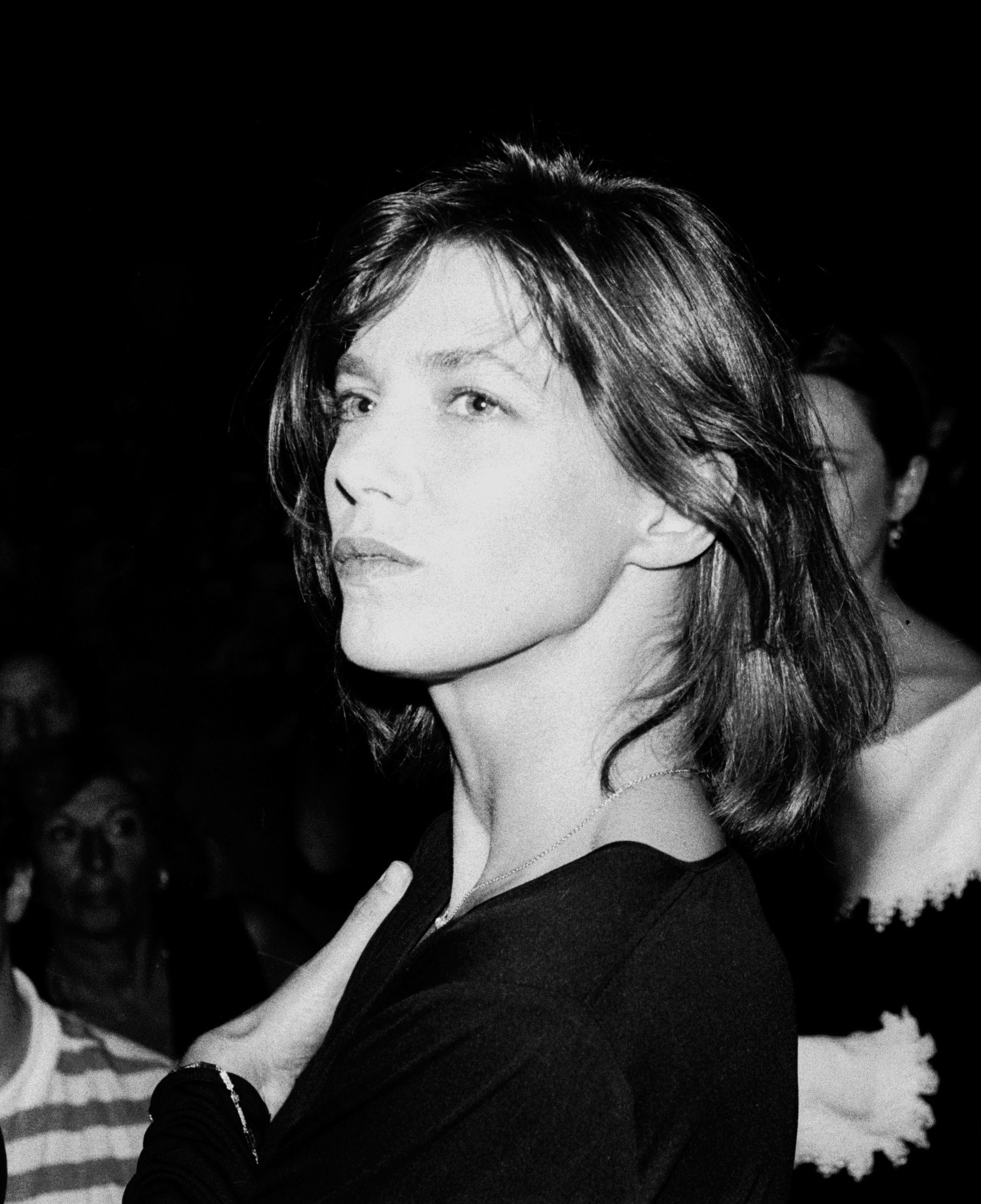
Jane Birkin, 1985

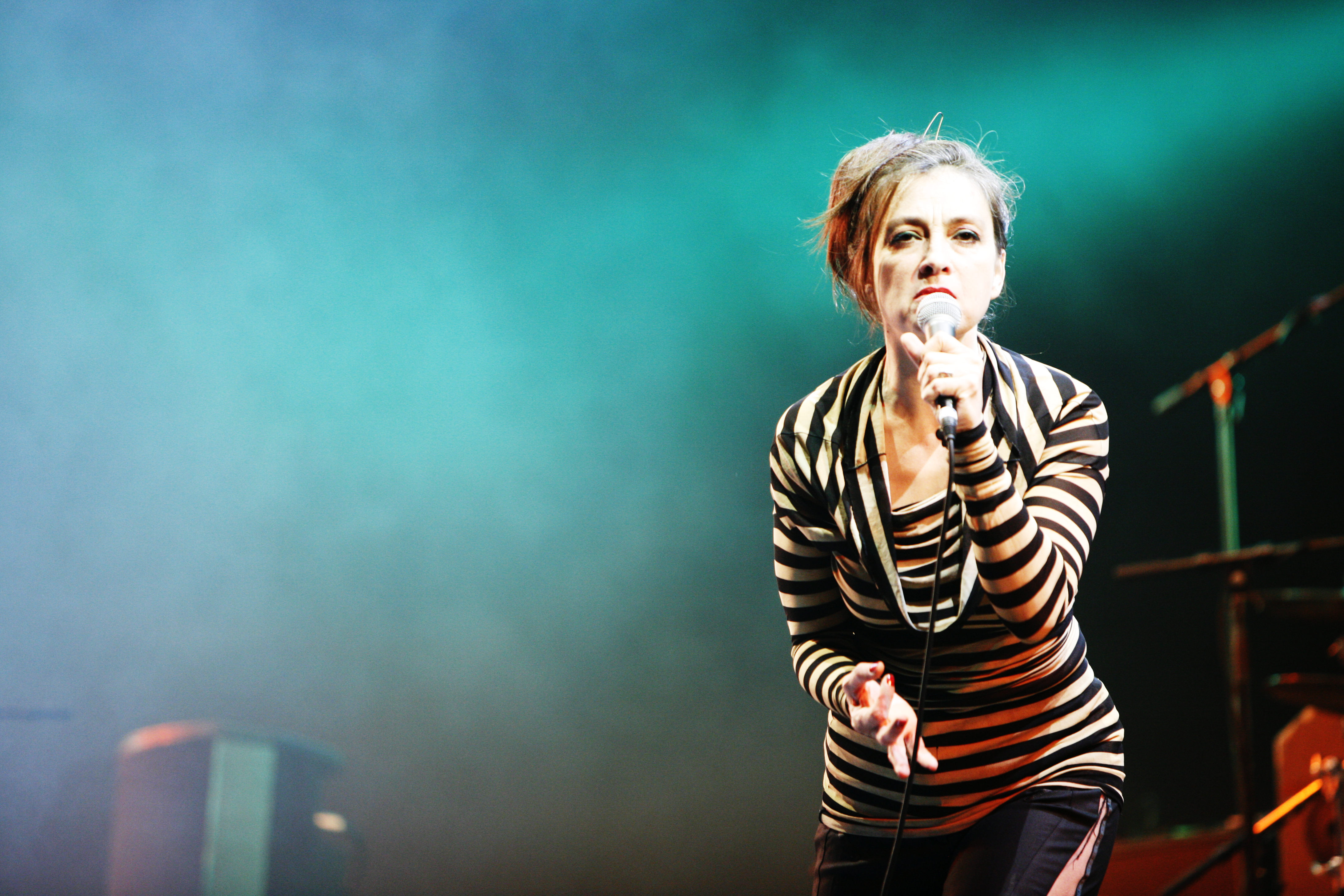
Les Rita Mitsouko (2007)

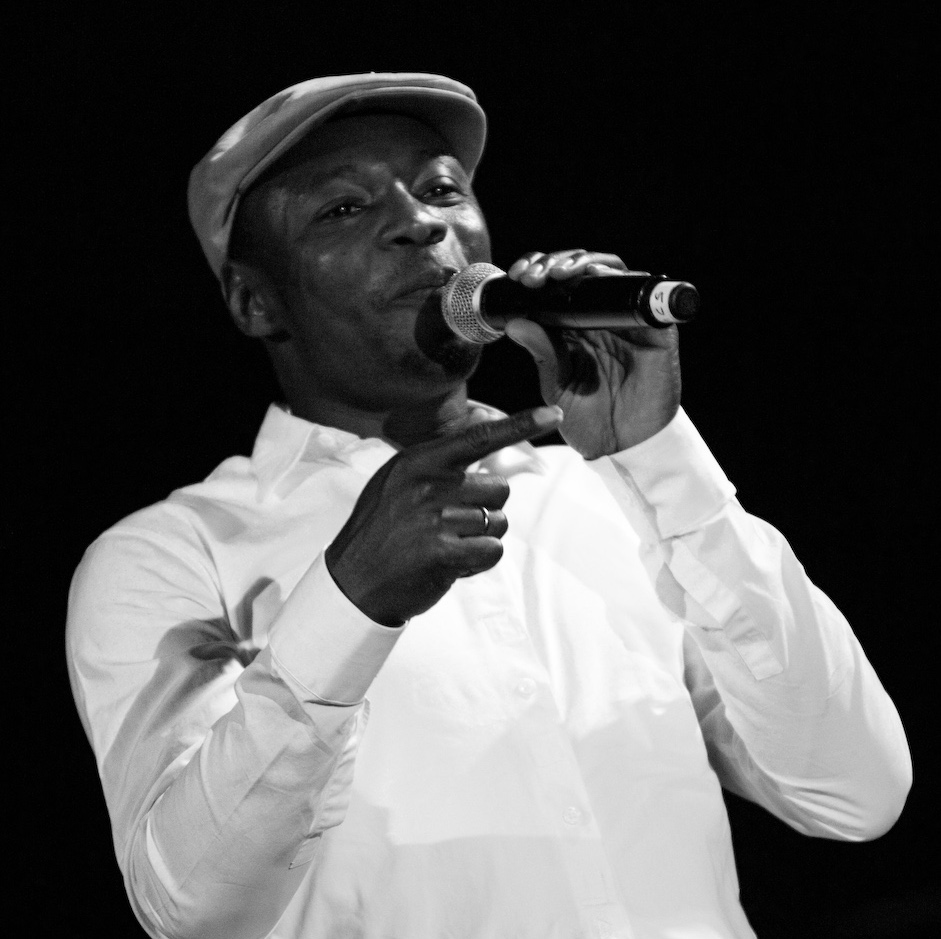
MC Solaar beim Festival Jazz des Cinq Continents, Marseille, Juli 2009

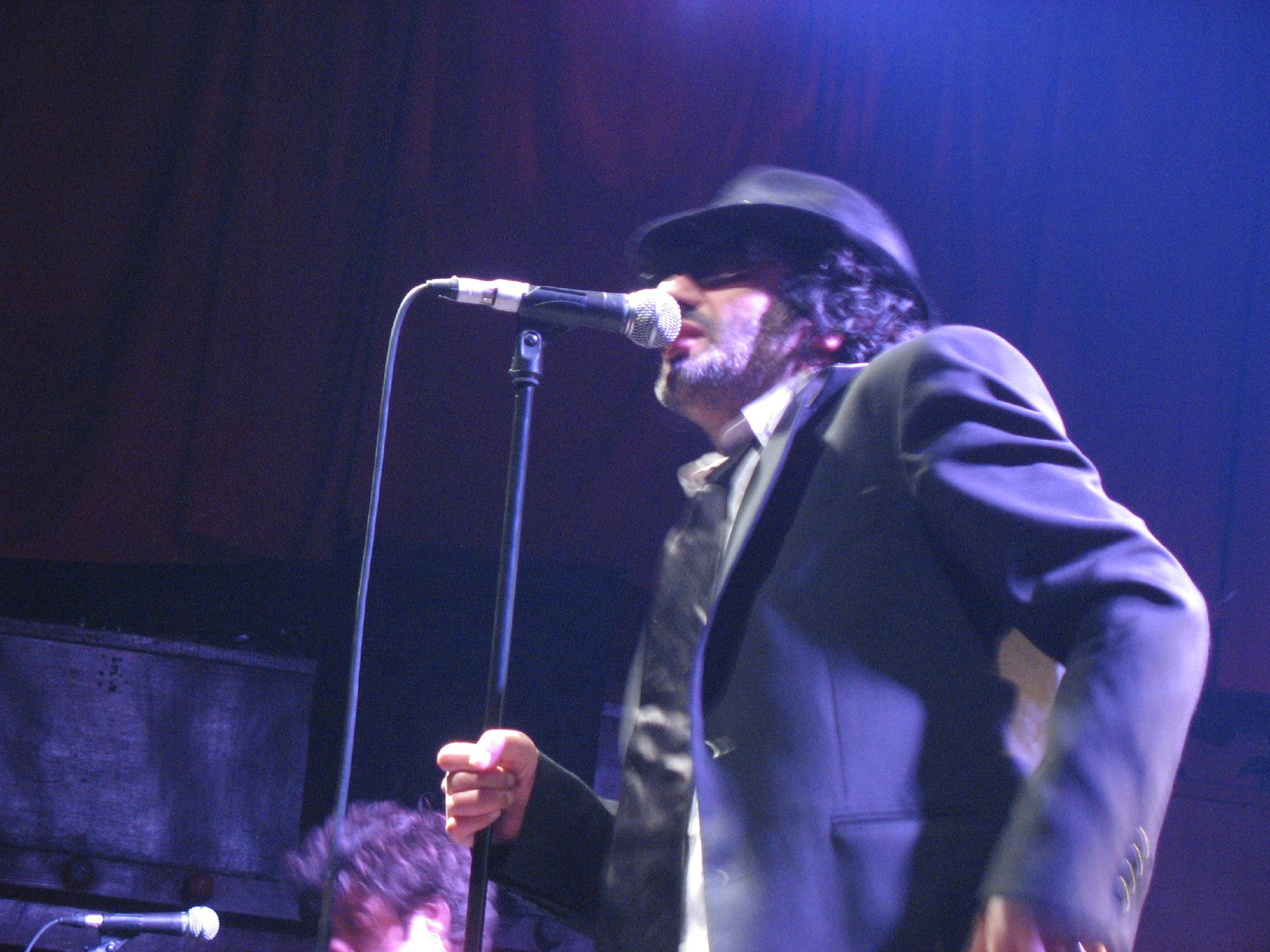
Rachid Taha (2007)

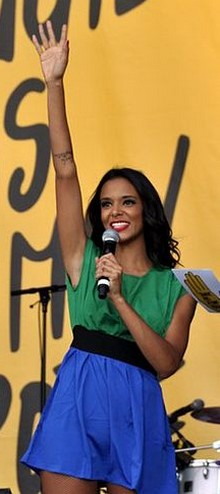
Shy’m (2011)

French Pop (gelegentlich auch: French Pop Music) ist ein Sammelbegriff für Popmusik, die aus Frankreich kommt. In der Regel sind French-Pop-Titel in französischer Sprache; allerdings gibt es diesbezüglich Ausnahmen.

## Begriffsbestimmung
Im Unterschied zum französischsprachigen Chanson mit seiner jahrhundertealten Tradition ist French Pop ein recht junger Begriff. Als Alternativbezeichnung für Chanson sowie als weiter gefasste Kennzeichnung für ältere und neuere Popmusik aus Frankreich ist er vor allem außerhalb Frankreichs gängig. In Frankreich selbst ist der bevorzugte Begriff weiterhin Chanson (wenn es sich um ein Lied im weitesten Sinn handelt) – oder aber, wenn ein bestimmter Stil gemeint ist, die jeweilige Genrebezeichnung (Punk, Rock, Hip-Hop, Bossa Nova und so weiter).
Da das Chanson in Frankreich die dominierende Liedform darstellt, sind eindeutige Abgrenzungen zwischen Chanson und French Pop so gut wie unmöglich. In der Praxis betont die Kennzeichnung French Pop stärker den Hitcharakter eines Stücks oder auch den Bekanntheitsgrad des Interpreten im Ausland. Im Bereich des neueren Chansons, der Nouvelle Chanson, werden beide Begriffe nebeneinander verwandt. Praktisch ist die „Schublade“ French Pop vor allem bei chansonferneren Musikproduktionen, etwa aus den Bereichen Jazz, Hip-Hop, Electronic und Weltmusik.

## Geschichte

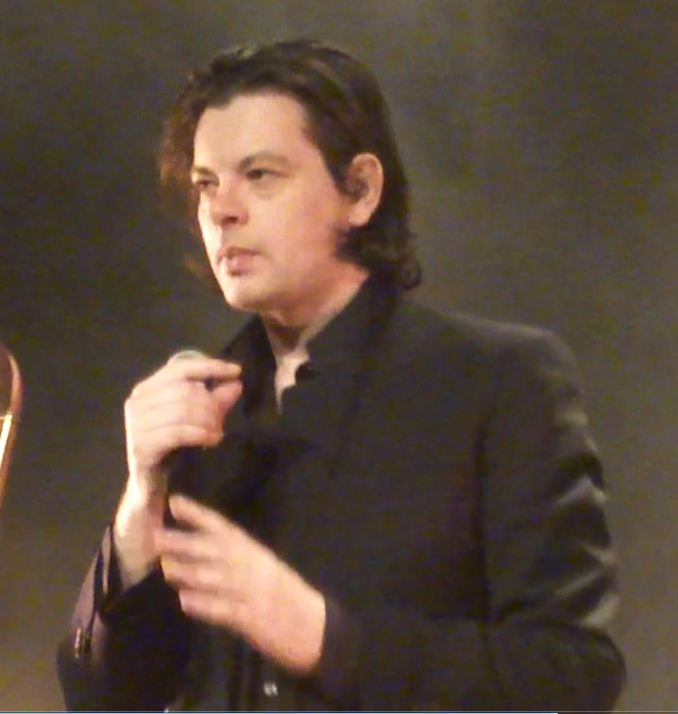
Benjamin Biolay (2010)

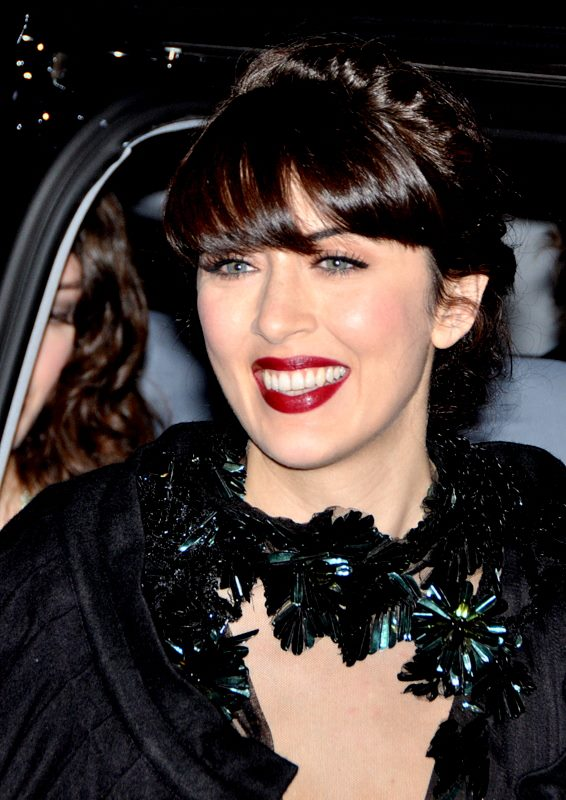
Nolwenn Leroy (NRJ Music Awards, Januar 2013)

Einerseits betont der Begriff French Pop Ähnlichkeiten und Parallelen zur internationalen, angelsächsisch dominierten Popmusik. Andererseits rückt er bestimmte Eigenheiten der französischen Popmusik in den Blickpunkt – die Sprache, die stark vom Chanson geprägte Musikkultur Frankreichs sowie Besonderheiten der französischen Popmusik-Geschichte. Im Unterschied etwa zu Deutschland erreichte der Rock ’n’ Roll Frankreich vergleichsweise spät. Bis in die 1960er Jahre hinein war der Jazz der wichtigste US-amerikanische Musikimport. Die französische Jazztradition reichte zurück bis in die 1920er Jahre. Ein bekannter Star war die Tänzerin, Schauspielerin und Sängerin Josephine Baker. Die gebürtige US-Amerikanerin war bereits in den 1920er Jahren nach Frankreich übergesiedelt und nahm 1937 die französische Staatsbürgerschaft an. Prägend für die Weiterentwicklung der französischen Popmusik war darüber hinaus der Jazz-Gitarrist Django Reinhardt. In den 1940ern und 1950ern liierte sich die französische Jazzszene mehr oder weniger stark mit der philosophischen Richtung des Existenzialismus. Wortführer war vor allem der Schriftsteller Jean-Paul Sartre; Boris Vian, ein weiterer Autor, war auch als Chansonstexter und Jazzmusiker tätig. Im Chanson hinterließ der Existenzialismus seine Spuren vor allem in der Musik von Juliette Gréco, Georges Brassens und dem Belgier Jacques Brel. Französische Jazzmusiker wie zum Beispiel Barney Wilen wurden vor allem durch ihre Beiträge zur Musik einiger Nouvelle-Vague-Filme bekannt – wie Fahrstuhl zum Schafott (1958) oder Gefährliche Liebschaften (1959).
In den 1960ern begeisterte sich auch die französische Jugend mehr und mehr für (angelsächsische) Popmusik. Die Twist- und Yéyé-Welle (nach dem „Yeah Yeah“ der Beatles) machte eine neue Generation von Künstlern populär: Johnny Hallyday, Eddy Mitchell, Michel Polnareff und Jacques Dutronc. Große Erfolge verzeichneten vor allem die Yéyé-Girls – Sängerinnen, die sich stark an den aktuellen britischen Musikmoden orientierten und stilistisch zwischen härteren Beatsongs, Blue-Eyed Soul, Chanson und internationalem Pop pendelten. Petula Clark etablierte sich als international bekannte Popsängerin beiderseits des Ärmelkanals. Françoise Hardy, France Gall, Sylvie Vartan und andere Sängerinnen erreichen Mitte der 1960er ebenfalls einen weit über die Grenzen Frankreichs hinausragenden Popularitätsgrad. Zwar konnten nicht alle Interpreten dauerhaft von der Yéyé-Welle profitieren. Weniger bekannte Interpreten wie Claude François, Brigitte Fontaine, Adele oder das singende Ex-Model Zouzou gerieten bald in Vergessenheit. Andere orientierten sich verstärkt am westeuropäischen Schlager- und Unterhaltungsmusikmarkt. Adamo oder Mireille Mathieu starteten als Schlagerinterpreten in Deutschland eine zweite Karriere. Höhe- und Endpunkt der Yéyé-Welle war das 1969 in einer Zweitversion neu erschienene Lied Je t’aime… moi non plus, geschrieben von Serge Gainsbourg und interpretiert zusammen mit Jane Birkin. Einerseits löste das Stück ablehnende Reaktionen bis hin zu Radio- und TV-Boykotten aus. Die BBC-Chartshow Top of the Pops etwa weigerte sich im Oktober 1969 erstmals, einen Nummer-eins-Hit auszustrahlen. Trotz diverser Airplay-Boykotte wurde Je t’aime… moi non plus zu einem großen internationalen Erfolg und, im Rückblick, zu einem der größten Klassiker des French Pop.
In den 1970er-, 1980er- und 1990er-Jahren veränderte die französische Popmusik zunehmend ihren Charakter. An die Stelle des klassischen Chanson traten zunehmend Produktionen für den internationalen Popmarkt. Bekannte Interpreten dieser Ära waren junge Talente, die nach 1968 ins Licht der Öffentlichkeit traten, wie Michel Berger, Julien Clerc und Véronique Sanson, während Stars der 1960er Jahre sich neu erfinden mussten und ihre Karrieren mit neuen Komponisten und Arrangeuren fortsetzten wie etwa France Gall, Françoise Hardy, Dalida oder Johnny Halliday. Während gegen Ende der 1970er Jahre die französische Popmusik im Ausland an Einfluss verlor, erzielte sie kurz darauf in den 1980er Jahren erneut international Aufmerksamkeit. Die Popsängerin Sheila, ein Star der Yéyé-Welle, wandelte sich nach 1075 zur international erfolgreichen Disco-Queen, die nun auch englisch sang. Paradeband des französischen Punk war Téléphone, Bekanntheit erlangte außerdem Indochine. Das Duo Les Rita Mitsouko verquickte Synthie-Pop und New Wave und landete Mitte der 1980er einige Hits. Andere Bands wie The Dogs, Bérurier Noir oder Trust spielten Roots Rock, Punk oder Metal. Wieder andere wie Les Négresses Vertes, Têtes Raides, der Sänger Bernard Lavilliers oder Mano Negra, die frühere Band von Manu Chao, experimentierten mit französischen Folkpunk, mit World-Music-Varianten oder Reggae. Wichtige musikalische Innovationen kamen darüber hinaus von Immigranten aus den ehemaligen Kolonien. Die Band Carte de séjour und ihr Sänger Rachid Taha verschmolzen nordafrikanischen Raï mit Rock; eine ähnliche Musik machten Alexandre Stellio, Les Loups Noirs, die marokkanisch-französische Sängerin Sapho und Kassav’. International als World-Music-Künstler bekannt wurde vor allem der aus Algerien stammende Cheb Khaled. Eigenständige Innovationen kamen zudem vom französischen Hip-Hop. Bekannte Hip-Hop-Acts sind der in Senegal geborene MC Solaar, Joeystarr und Suprême NTM.
Im neuen Jahrtausend machte der French Pop vor allem durch Produktionen im Bereich Elektronische Musik von sich reden. Eine eigene Weiterentwicklung vollzog das klassische Chanson. Ab den 1990er Jahren erlebte eine neue Generation von Interpreten Durchbruch und Erfolg. Ebenso wie die Generation vor ihr ist auch sie international ausgerichtet. Typisch für viele Künstler des Nouvelle Chanson ist ein zwei- oder sogar mehrsprachiges Songrepertoire. In Deutschland und anderen europäischen Ländern wurden die Begriffe French Pop und Nouvelle Chanson zunehmend Synonyme für zeitgenössische französische Popmusik – wobei diese Musik sowohl klassisches Chanson sein kann als auch Drum and Bass, Neo-Bossa Nova, Hip-Hop, Rock oder auch World Music. Bekannte Künstler sind vor allem Electronicformationen wie Daft Punk oder Air, Chansoninterpreten wie Benjamin Biolay, die Popgruppe Nouvelle Vague, der Filmmusikkomponist und Musiker Yann Tiersen sowie Sänger und Sängerinnen wie Matthieu Chedid, Émilie Simon, Agnès Bihl, Aṣa, Irma, Hindi Zahra, Zaz, und Nolwenn Leroy. Daneben existiert eine breite Szene, die stilistisch weniger eindeutig exponiert ist und musikalisch unterschiedliche Wege verfolgt.

## Stile
Verglichen mit dem Begriff Chanson, der eine stärkere Gewichtung auf eine bestimmte historische Tradition legt, umfasst die Genrekennzeichnung French Pop eine Reihe unterschiedlicher Stile und Musikgenres. Gemeinsamer Nenner ist in aller Regel, dass die Musik von französischen Musikern gemacht wird beziehungsweise in Frankreich produziert wird. Folgende Genres sind im French Pop stark vertreten:
- Jazz. Insbesondere die Nachkriegsstile des Jazz – Bebop, Cool Jazz und Hard Bop – haben in der französischen Musiklandschaft nachhaltige Spuren hinterlassen. Französische Jazzmusiker wie zum Beispiel Barney Wilen waren maßgeblich an Film-Soundtracks der Nouvelle Vague beteiligt.
- Das klassische Chanson. In vielen Fällen richtet sich das Spotlight zwar stark auf die Swinging Sixties und das darauffolgende Jahrzehnt. CD-Kompilationen zum Thema French Pop beziehen bekannte Chansoninterpreten wie Charles Aznavour, Gilbert Bécaud oder Édith Piaf jedoch oft mit ein.
- Yéyé, Sixties- und Seventies-Pop. Die französische Variante der Swinging Sixties steht insbesondere bei Retro-Kompilationen und Oldies-Sendern stark im Zentrum.
- World-Music- und French Folk-Produktionen. Relevant sind hier alle Genre-Produktionen, die aus Frankreich stammen oder von französischsprachigen Musikern aufgenommen wurden. Ein weiteres Alleinstellungsmerkmal neben der Sprache ist oft der Bezug auf spezifisch französische Volksmusik-Traditionen.
- Rock, Punk, New Wave und Metal. Die Musik französischer Produktionen unterscheidet sich hier nur wenig von internationalen. Alleinstellungsmerkmal ist vor allem die Sprache. Tendenziell werden einschlägige Bands allerdings eher als Bestandteil der internationalen Rock-, Punk- oder Metal-Szene wahrgenommen und weniger unter dem Herkunftsaspekt.
- Französischer Hip-Hop. International gilt die französische Hip-Hop-Szene als die größte nach derjenigen der USA. Sprache, die französische Alltagskultur sowie die spezifische Situation von Migranten spielen eine wichtige Rolle. Ebenso wie in anderen Ländern sind Hip-Hop-Kultur und Hip-Hop-Musik ein relativ eigenständiger Bereich. Folgerichtig werden sie unter das Etikett French Pop eher fallweise als regelmäßig subsumiert.
- Elektronische Musik. Electronic-Stile wie Bossa, Lounge, Drum and Bass und Ambient haben das Nouvelle Chanson stark beeinflusst. Darüber hinaus existiert in Frankreich eine innovative, in sich stark ausdifferenzierte Electronic-Szene. Crossover-Produktionen, an denen sowohl Electronic-Musiker als auch Interpreten des Nouvelle Chanson teilnehmen, sind ein typisches Kennzeichen moderner französischer Popmusik.
- Neo-Chanson oder Nouvelle Chanson. Mit dem Begriff wird meist die neue, nach Polnareff, Hardy und Gainsbourg kommende Generation songorientierter Interpreten gekennzeichnet. Stilistisch umfasst das Nouvelle Chanson (anderer, jedoch eher im Ausland verwendeter Begriff: Nouvelle scène française) sowohl klassische Chansoninterpreten als auch Künstler, die stärker von elektronischer Musik, Rock oder Folk beeinflusst sind. Obwohl nur bedingt dem Nouvelle Chanson zuzurechnen, gehört die Retro- und Coverband Nouvelle Vague zu den international bekanntesten Vertretern dieser Richtung.

## Verbreitung und Medienresonanz
Eine Rolle spielt die Etikettierung French Pop in vier Bereichen: bei der Vermarktung neuer Künstler, als Genrebezeichnung in der Popmusik-Berichterstattung, als Retro-Genrebegriff für die Vermarktung vergangener Hits und Künstler (insbesondere der aus den 1960ern) und als Programmkennzeichnung von Radioprogrammen, die überwiegend oder ausschließlich französische Popmusik versenden. Französische Sender sind aufgrund einer 1994 verordneten Quote dazu angehalten, nationale Produktionen bevorzugt zu berücksichtigen. Stark präsent ist frankophone Popmusik vor allem bei den Programmen von RTL 2, Europe 2, Radio Nova, Chérie FM und Radio Isabelle FM; stark auf französische Musik der 1960er spezialisiert hat sich der Internet-Radiosender Radio Yé-Yé!. Spezielle French-Pop-Channels finden sich auch bei einigen Internet-Radioanbietern wie Last.fm und Laut.fm.
Im Ausland, insbesondere auch in Deutschland, ist das Interesse an Popmusik aus Frankreich seit der Jahrtausendwende spürbar gewachsen. Feuilletonjournalisten, Medienkritiker und Musikrezensenten führen als Auslöser regelmäßig die Qualität und Ausdruckskraft des Nouvelle Chanson an. Als weitere Auslöser gelten der Erfolg des Films Die fabelhafte Welt der Amélie (2001) sowie der Erfolg der New-Wave-Coverband Nouvelle Vague. Die F.A.Z. schrieb: „So temperamentvoll wie in der Nouvelle Scène wurde lange nicht mehr experimentiert, zitiert und gemischt. Mit der Nouvelle Scène, aber auch mit Air, Daft Punk und Alizée, Manu Chao und der alten Musikkampftruppe Noir Désir, deren neuer Hit ‚Le vent nous portera‘ inzwischen auch in deutschen Sendern auftaucht, wird Frankreich auch musikalisch zu jenem neuen Gegenwartszentrum, das es in der Literatur mit Michel Houellebecq und Frédéric Beigbeder oder im Kino mit dem Film ‚Die fabelhafte Welt der Amélie‘ längst ist.“
In Deutschland wurde aktuelle Popmusik aus Frankreich vor allem durch die Aktivitäten des Kölner Labels Le Pop einem breiteren Interessentenkreis zugänglich gemacht. Ein Nebeneffekt dieses Interesses war der, dass auch Interpreten der 1950er, 1960er und 1970er erneut auf Interesse stießen – so etwa Juliette Gréco und Françoise Hardy, die in Spiegel-Interviews auf ihre Karriere zurückblickten. Anlässlich der Veröffentlichung des Samplers Le Pop 3 wies das Kölner Label in einem Pressetext darauf hin, dass auch in Frankreich selbst Popmusik „à la Française“ immer stärker nachgefragt wird. Zitat aus dem Text: „Die nicht mehr ganz so neue ‚Nouvelle Scène Française‘ macht sich in den Regalen der großen Ketten Fnac und Virgin Megastores breit, wo mittlerweile die ‚Varieté Française‘-Fächer so groß wie HipHop oder Alternative sind. Die Stars des Neo-Chansons nehmen dort genauso viel Platz ein wie die Klassiker vergangener Jahrzehnte. Und wenn Alt-Stars wie Jane Birkin, Françoise Hardy oder Juliette Greco neue Platten aufnehmen, dann greifen sie wie selbstverständlich auf die Fähigkeiten der jungen Songschreiber und Komponisten zurück, die für soviel frischen Wind gesorgt haben und immer noch sorgen.“
Die Wandlungs- und Anpassungsfähigkeit französischer Popmusik war in der Musikpresse ebenfalls immer wieder Thema. Der Journalist Dorin Popa beschäftigte sich in einem längeren Beitrag zum französischen Chanson mit der Frage, was noch als Chanson bezeichnet werden könne und was schon Pophit sei, und beantwortete sie wie folgt: „Selbst der Rezensentenkniff, die auktoriale Attitüde, man werde es schon heraushören, wenn es sich um ein Chanson handelt, greift gelegentlich zu kurz. Oft funktioniert es: Sheila, die als eine der ersten Sängerinnen in den 60er Jahren mit Hits wie ‚Pendant les vacances‘ gar nicht mehr über die Bühne bekannt wurde, sondern gleich via Radio, Fernsehen und Platten, hat sicherlich das Genre verlassen, als sie später in den 70ern als Sheila & Les B. Devotion mit Discomucke wie ‚Spacer‘ Hitgeschichte schrieb. Umgekehrt wird aus Donna Summers ‚Isn’t It Magic‘ lupenreines Chanson, sobald es Alain Chamfort oder Isabelle Antena als ‚Le temps qui court‘ adaptiert. Andere französische Musikikonen, wie Mylène Farmer, Les Rita Mitsouko, selbst der großartig rappende Sniper verschmelzen das Chanson eher mit Rock, Pop und Hip-Hop, als dass ich sie aus dessen Tradition gänzlich entlassen würde.“

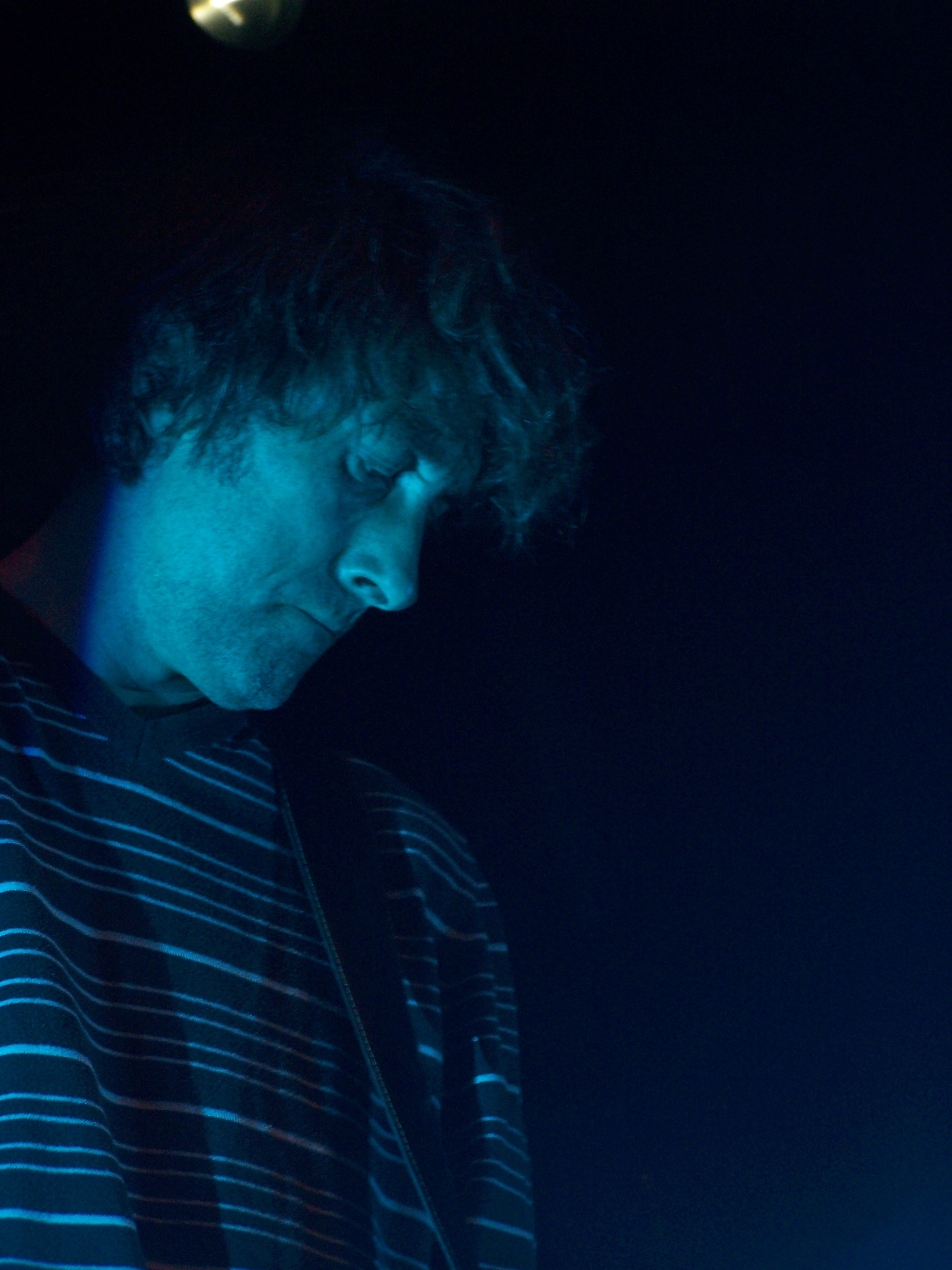
Yann Tiersen, 2007
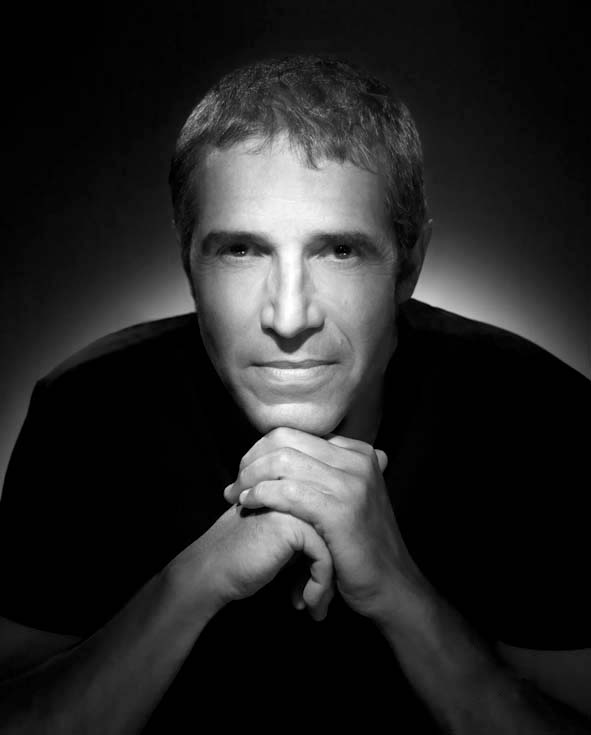
Julien Clerc (2008)
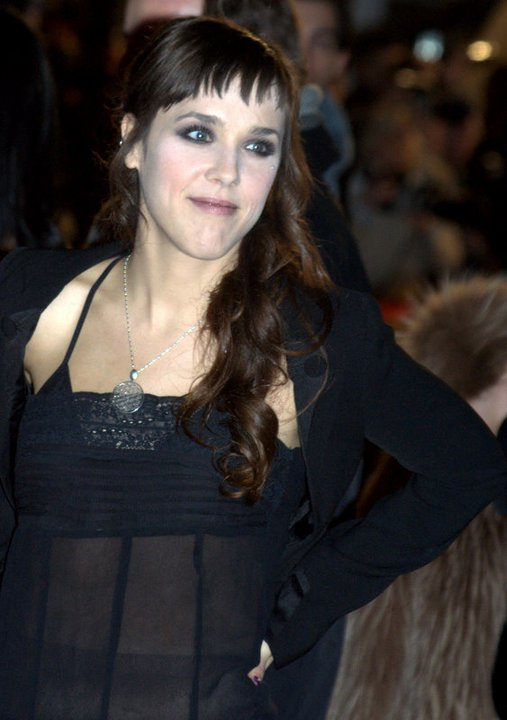
ZAZ (NRJ Music Awards, Januar 2011)
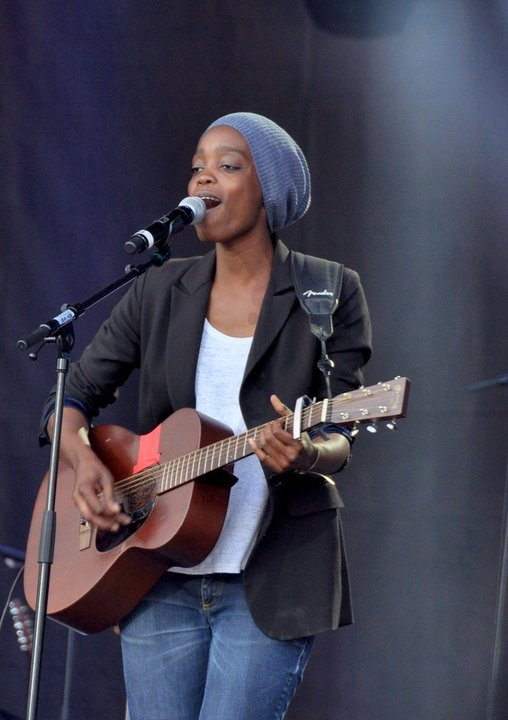
Irma (2011)

## French-Pop-Kompilationen (Auswahl)
- French Cuts 1-3 (1999–2005; Hobby De Luxe/Panatomic Music Co.)
- Le Pop 1–6 (2002–2010; Le Pop)
- Le Tour – The Best in French Alternative Music (2003; Local Records)
- Années 80 (2004; EMI Twogether Series)
- Le Tour 2–7 (2004–2013; Local Records)
- French Pop Hits (2005; Sony BMG)
- La belle époque – EMI's French Girls 1965–1968 (2007; EMI Records)
- Le Pop – les filles (2008; Le Pop)
- Swinging Mademoiselles – Groovy French Sounds from the 60s (2008; Silva Screen Records)
- Haute Couture – French Lounge Session (2009; Audio Lotion Recordings)
- Paris – Classic French Songs (2009; Cleopatra Records)
- French Classics (2009; Sony BMG)
- Francomusiques (2010/11; Cornelsen Verlag)